# Ораовица (община Прешево)
Ораовица (на сръбски: Ораовица или Oraovica; на албански: Rahovicë) е село в Югоизточна Сърбия, Пчински окръг, община Прешево.

## История
Ораовица е идентифицирана в научната литература със средновековното село Архилевица, често срещано в изворите. В селото е разположен средновековният манастир „Свети Георги“.
В края на XIX век Ораовица е село в Прешевска кааза на Османската империя. Според статистиката на Васил Кънчов („Македония. Етнография и статистика“) от 1900 година Оравица е населявано от 35 жители българи християни и 400 арнаути мохамедани. Според патриаршеския митрополит Фирмилиан в 1902 година в Ораховица има 6 сръбски патриаршистки къщи.
По време на българското управление в Поморавието в годините на Втората световна война, Никола К. Петров от Казанлък е български кмет на Ораовица от 12 април 1943 година до 2 август 1942 година.
Албанците в община Прешево бойкотират проведеното през 2011 г. преброяване на населението.
Според преброяването на населението от 2002 г. селото има 3774 жители.

### Етнически състав
Данните за етническия състав на населението са от преброяването през 2002 г.
- албанци – 3737 жители (99,01%)
- мюсюлмани – 2 жители (0,05%)
- сърби – 1 жител (0,02%)
- неизяснени – 6 жители
- други – 2 жители
- неизвестно – 26 жители (0,68%)